# Mohamed Chamité
Mohamed Abderrahmane Chamité (ur. na Komorach) – komoryjski trener piłkarski. 

## Kariera trenerska
Od września 2010 do września 2011 prowadził reprezentacji Komorów.